# Система ООН
Система Реорганизации Объединенных Наций состоит из Организации Объединенных Наций и 6 главных органов Организации Объединенных Наций: 
Генеральной Ассамблеи, Совета безопасности, Экономического и Социального Совета (ЭКОСОС), Совета по опеке, Международного суда (МС) и Секретариата Организации Объединенных Наций, а также специализированных учреждений и связанных с ними организаций.

## Шесть главных органов ООН
Главным органом системы ООН является сама Организация Объединенных Наций. Она состоит из шести главных органов, учрежденных Уставом Организации Объединенных Наций:

#### Генеральная Ассамблея ООН (Совещательная ассамблея всехгосударств-членов ООН)
Основная статья: Генеральная Ассамблея ООН
- Даёт необязательные рекомендации государствам или предложения Совету безопасности (СБ ООН);
- Принимает решение о приеме новых членов в соответствии с предложением СБ ООН;
- Принимает бюджет;
- Избирает непостоянных членов СБ ООН; всех членов ЭКОСОС; Генерального секретаря ООН (по предложению СБ ООН); и пятнадцать судей Международного суда (МС). Каждая страна имеет один голос.

#### Секретариат ООН (Административный орган ООН)
Основная статья: Секретариат ООН
- Оказывает поддержку другим органам ООН в административном плане (например, в организации конференций, написании докладов и исследований и подготовке бюджета);
- Генеральный секретарь ООН (председатель Секретариата ООН) избирается Генеральной Ассамблеей на пятилетний срок и является главным представителем ООН.

#### Международный суд ООН (Универсальный суд по международному праву)
Основная статья: Международный суд ООН
- Разрешает споры между государствами, признающими его юрисдикцию;
- Выдает юридические заключения;
- Выносит решение относительным большинством голосов. Его пятнадцать судей избираются Генеральной Ассамблеей ООН на девятилетний срок.

#### Совет безопасности ООН
Основная статья: Совет безопасности ООН
- Отвечает за поддержание международного мира и безопасности;
- Может принимать обязательные резолюции;
- Имеет пятнадцать членов: пять постоянных членов с правом вето и десять избранных членов.

#### Экономический и Социальный Совет от
Основная статья: Экономический и Социальный Совет ООН
- Отвечает за сотрудничество между государствами по экономическим и социальным вопросам;
- Координирует сотрудничество между многочисленными специализированными учреждениями ООН;
- Имеет 54 члена, избранных Генеральной Ассамблеей для выполнения поэтапных трехлетних мандатов.

#### Совет по опеке ООН (в настоящее время неактивен)
Основная статья: Совет по опеке ООН
- Первоначально был разработан для управления колониальными владениями, которые были бывшими мандатами Лиги Наций;
- Бездействует с 1994 года, когда Палау, последняя подопечная территория, обрела независимость.

## Галерея
- Штаб-квартира ООН в Нью-Йорке.
- Штаб ООН в Женеве.
- Генеральная Ассамблея ООН.
- Международный суд ООН
- Совет безопасности ООН
- Экономический и Социальный Совет ООН
- Совет по опеке ООН

## Фонды, программы, научно-исследовательские институты и другие органы
Отдельно управляемые фонды и программы, научно-исследовательские и учебные институты и другие вспомогательные органы являются автономными вспомогательными органами Организации Объединенных Наций.

### Фонды и программы
На протяжении всей своей истории Генеральная Ассамблея Организации Объединенных Наций учредила ряд программ и фондов для решения конкретных гуманитарных проблем и развития. Эти органы обычно отчитываются перед Генеральной Ассамблеей через исполнительный совет. За всю историю организации была закрыта только одна программа.
Каждый из фондов и программ возглавляется исполнительным директором на уровне заместителя генерального секретаря, а также управляется Исполнительным советом. Один из бывших фондов, фонд Организации Объединенных Наций для развития в интересах женщин (ЮНИФЕМ), был объединен с другими элементами системы Организации Объединенных Наций в новую организацию «Женщины ООН» в январе 2011 года.
- Международный торговый центр;
- Управление Верховного комиссара Организации Объединенных Наций по делам беженцев;
- Управление Верховного комиссара Организации Объединенных Наций по правам человека;
- Детский фонд Организации Объединенных Наций;
- Конференция Организации Объединенных Наций по торговле и развитию;
- Программа развития Организации Объединенных Наций;
  - Фонд капитального развития Организации Объединенных Наций;
  - Добровольцы ООН;
- Программа Организации Объединенных Наций по окружающей среде;
- Программа Организации Объединенных Наций по населенным пунктам;
- Управление Организации Объединенных Наций по наркотикам и преступности;
- Фонд Организации Объединенных Наций в области народонаселения;
- Ближневосточное агентство Организации Объединенных Наций для помощи палестинским беженцам и организации работ;
- Мировая продовольственная программа;

| №  | Агентство | Штаб                                | Глава                 | Основание | Комментарий |
| -- | --- | ----------------------------------- | --------------------- | --------- | --- |
| 1  | Программа Развития Организации Объединенных Наций                                                             | Нью-Йорк, Соединенные Штаты Америки | Ахим Штайнер          | 1965      | |
| 2  | Детский фонд Организации Объединенных Наций                                                                   | Нью-Йорк, Соединенные Штаты Америки | Генриетта Х. Фор      | 1946      | |
| 3  | Фонд Капитального Развития Организации Объединенных Наций                                                     | Нью-Йорк, Соединенные Штаты Америки | Марк Бихлер           | 1966      | Связаны с ПРООН |
| 4  | Всемирная продовольственная программа                                                                         | Рим, Италия                         | Дэвид Бисли           | 1963      | |
| 5  | Программа Организации Объединенных Наций по окружающей среде                                                  | Найроби, Кения                      | Ингер Андерсен        | 1972      | |
| 6  | Фонд Организации Объединенных Наций для развития в интересах женщин                                           | Нью-Йорк, Соединенные Штаты Америки | Инес Альберди         | 1976      | Слился с Женщинами ООН в 2011 году |
| 7  | Верховный комиссар Организации Объединенных Наций по делам беженцев                                           | Женева, Швейцария                   | Филиппо Гранди        | 1951      | |
| 8  | Объединенная программа Организации Объединенных Наций по ВИЧ / СПИДу                                          | Женева, Швейцария                   | Мишель Сидибе         | 1994      | Совместная программа |
| 9  | Фонд Организации Объединенных Наций в области народонаселения                                                 | Нью-Йорк, Соединенные Штаты Америки | Бабатунде Осотимехин  | 1969      | |
| 10 | Программа Организации Объединенных Наций по Населенным Пунктам                                                | Найроби, Кения                      | Маймуна Мохд Шариф    | 1978      | |
| 11 | Добровольцы Организации Объединенных Наций                                                                    | Бонн, Германия                      | Ричард Диктус         | 1978      | Администрируется ПРООН |
| 12 | Ближневосточное агентство Организации Объединенных Наций для помощи палестинским беженцам и организации работ | Газа, Палестина Амман, Иордания     | Пьер Кренбюль         | 1949      | |
| 13 | Орган Организации Объединенных Наций по вопросам гендерного равенства и расширения прав и возможностей женщин | Нью-Йорк, Соединенные Штаты Америки | Фумзиле Мламбо-Нгкука | 2010      | Создан в результате слияния отдела по улучшению положения женщин, Международного учебного и научно-исследовательского института по улучшению положения женщин, канцелярии специального советника по гендерным вопросам и улучшению положения женщин и Фонда Организации Объединенных Наций для развития в интересах женщин. |